# البلد (همدان)

تعديل مصدري - تعديل

البلد هي إحدى قرى عزلة ربع همدان بمديرية همدان التابعة لمحافظة صنعاء، يبلغ تعداد سكانها 222 نسمة حسب تعداد اليمن لعام 2004.